# マルマリス
マルマリス（トルコ語:Marmaris）は、トルコ共和国の南西部、エーゲ海地方のムーラ県にある都市。主な収入源は観光業である。ギリシアのロドス島との間にフェリーが運行している。

## 歴史
いつ街が設立したのか正確には分かっていないが、紀元前6世紀にピュスコス (Physkos) の名前で知られており、古代都市カリアの一部分だったと考えられている。歴史家のヘロドトスによると、紀元前3000年からマルマリスには城があった。ヘレニズム期にカリアはアレクサンドロス3世（大王）によって侵略され、城は包囲された。600人いた町の住人達は、軍隊に対抗することを諦め、城内の貴重品を焼き払って、女、子供とともに丘に逃げた。城の戦略的な重要性を認知していた侵略者達は、帰還前の兵士200～300人を収容するために、城の破壊された箇所を修理した。
そのおよそ2000年後の15世紀中頃、オスマン帝国のスルタンメフメト2世が、アナトリアの種族や王族達を、1つの軍旗の下で統一して、征服することに成功した。しかしドデカネス諸島を占領していたロドス島騎士団には悩まされた。騎士団はロドス島を拠点とし、数年にわたりメフメト2世と戦った。
1522年、スルタンのスレイマン1世によって城が建て直され、ロドス島への遠征が始まった。このときマルマリスは軍事拠点となった。